# Narcotic Thrust
I Narcotic Thrust sono un duo di musica elettronica e house music proveniente dall'Inghilterra, sono formati dal produttore discografico Stuart Crichton e da Andy Morris.
La loro canzone Safe From Harm divenne hit #1 su Hot Dance Music/Club Play chart nel 2002, grazie all'accompagnamento come cantante solista di Yvonne John Lewis, questo fu anche il primo pezzo uscito per l'etichetta discografica Deep Dish Yoshitoshi Records e raggiunse il top nella dance chart americana.
Alla fine del 2004 i Narcotic Thrust raggiunsero maggior successo allorché il loro singolo "I Like It" entrò nella chart pop di Billboard al #83 e nella Top 10 inglese. La canzone fu anche tra le Hot 100.
Il terzo singolo della band è del 2005 e si intitola "When the Dawn Breaks" ha come cantante, Ika, che appare per la prima volta con il duo.
Una delle versioni pubblicate contiene 9 canzoni, 3 mix di "When the Dawn Breaks", 3 di "I Like It" e 3 di "Safe from Harm".
Nel 2006, i Narcotic Thrust pubblicarono il loro quarto singolo, "Waiting For You".
Il nome Narcotic Thrust è un anagramma di Stuart Crichton.
I Narcotic Thrust hanno anche fatto un remix famoso di The Sound of Violence dei Cassius con Steve Edwards come cantante e di Red Blooded Woman di Kylie Minogue.

## Singoli
- Funky Acid Baby (1996) Indochina Records
- Safe From Harm (2002) {featuring Yvonne John Lewis} FFRR
- I Like It (2004) {featuring Yvonne John Lewis} Free2Air .Recordings
- When The Dawn Breaks (2005) {featuring Ika} Free2Air Recordings
- Waiting For You (2006) {featuring Yvonne John Lewis} Free2Air Recordings